# Atheistisches Zentrum
Das Atheistische Zentrum (engl. Atheist Centre) ist eine Institution in Indien, die von Goparaju Ramachandra Rao und Saraswathi Gora (1912–2006) gegründet wurde, um soziale Veränderungen im ländlichen Andhra Pradesh einzuleiten, und basiert auf den Weltanschauungen Gandhismus und Atheismus. Die Gründung fand 1940 im Dorf Mudnur im Distrikt Krishna in Andhra Pradesh statt. 1947 zog das Zentrum nach Vijayawada um.
Das Zentrum ist Mitglied der Federation of Indian Rationalist Associations und unterstützt daher die Amsterdam-Deklaration von 2002.
Die Institution bekam 1986 den International Humanist Award der International Humanist and Ethical Union.